# France Roche
Pour les articles homonymes, voir Roche (homonymie).
France Roche est une journaliste, critique de cinéma, productrice et présentatrice de  télévision, actrice française née le 2 avril 1921 à Saint-Tropez et morte le 14 décembre 2013 à Paris 10e.
Elle a aussi écrit des livres et scénarios de films et adapté des pièces de théâtre.

## Biographie
Elle commence sa carrière en tant que journaliste de presse écrite au sein de magazines consacrés au cinéma :
- Ciné Mondial (1941-1944)[2], Cinévie et surtout Cinémonde dont elle est rédactrice en chef ;
- Marie France puis France-Soir, comme responsable de la page cinéma du quotidien de Pierre Lazareff. Le journal tire alors à plus d'un million d'exemplaires et peut avoir trois ou quatre éditions par jour. Elle est la « Madame Cinéma » du plus puissant journal français[3].

C'est pour ses activités à la télévision que l'on se souvient le plus d'elle. Elle débute à l’ORTF, dans le cadre des émissions :
- - Cinq colonnes à la une, où elle réalise notamment une interview de Brigitte Bardot,
  - Cinépanorama (émissions sur le cinéma, notamment sur le festival de Cannes[5]),
  - Trente ans de silence (sur les vedettes du cinéma muet) et Tête d’affiche : longues interviews de Pierre Brasseur, Madeleine Renaud (1966), Jean Marais (1968), Arletty, Annie Girardot (1969), Simone Signoret, Paul Meurisse (1970), Michel Piccoli (1971), Jeanne Moreau (1972)…,

Elle est appelée par Jacqueline Baudrier en 1969 à Antenne 2  où elle devient rédactrice en chef adjointe et éditorialiste, chef du service culture. C'est la spécialiste du cinéma, des spectacles et de la mode au journal télévisé (1969-1986) dans le cadre duquel elle présente notamment en direct tous les jours pendant la durée du festival de Cannes une chronique sur les films en compétition. Elle interviewe aussi Woody Allen dans l'émission Woody Allen ou l'anhédoniste le plus drôle du monde (1979).
Elle participe ensuite aux émissions Sexy Folies créée par Pascale Breugnot (1986) dans laquelle elle conseille des téléspectateurs au téléphone puis J'aime à la folie consacrée au Festival d'Avignon (1987-88). 
Elle participe enfin activement aux nouvelles chaînes du câble :
- Canal Jimmy, où, à la demande de Michel Thoulouze et Pierre Lescure elle anime T’as pas une idée, émission trans-générationnelle dans laquelle un invité, né dans les années 1950 à 70, est interrogé par des jeunes des années 1990 (1991-2001) ;
- CinéCinéma, où elle présente l’émission Ciné-ciné court consacrée aux courts-métrages.

Après avoir participé en 1960 à la mythique émission Le Masque et la Plume, elle retrouve France Inter trente ans plus tard comme chroniqueuse pour Pierre-Yves Guillen dans l’émission Piment Rose.
France Roche est l’auteur de plusieurs scénarios de film, avec notamment Michel Audiard, qu'elle découvrit, et a également tourné comme actrice dans une quinzaine de films entre 1950 et 1958. Elle collabore aussi avec Pierre Kast et Jean-Paul Le Chanois — ce dernier aurait repris, dans son film Papa, Maman, la Bonne et moi, une scène issue du court-métrage À nous deux, Paris ! adapté du livre de France Roche sans modification, admettant ensuite auprès de France Roche lui avoir rendu un « discret et amical hommage ». Sa carrière d'actrice présente un profil atypique : familière du grand public jusque vers 1965, elle n'a ensuite été connue que comme journaliste, avant de revenir sur grand écran en 1986 pour jouer son propre rôle l'année même où elle quittait le journal télévisé.
Elle a été membre du jury au Festival de Berlin en 1961.

### Vie privée
Elle a été l'épouse de François Chalais, puis de Gilbert de Goldschmidt avec lequel elle a un fils : Frédéric, né en 1959.

### Filmographie

#### Comme scénariste
- 1952 : Agence matrimoniale de Jean-Paul Le Chanois
- 1953 : À nous deux, Paris ! de Pierre Kast (court-métrage)
- 1955 : Futures Vedettes de Marc Allégret (dialogues)
- 1955 : Les Révoltés (ou Le Manteau rouge (Il mantello rosso) de Giuseppe Maria Scotese (dialogues version française)
- 1956 : Pitié pour les vamps de Jean Josipovici
- 1957 : Amour de poche de Pierre Kast
- 1960 : Vacances en enfer de Jean Kerchbron
- 1960 : La Française et l'Amour (sketch d’Henri Verneuil), dialogues de Michel Audiard
- 1961 : Les lions sont lâchés d'Henri Verneuil, dialogues de Michel Audiard
- 1961 : Les Amours célèbres, de Michel Boisrond, dialogues de Michel Audiard, (inspiré par Les Amours célèbres de Paul Gordeaux)
- 1961 : Une histoire de chiens de Jean-Gabriel Albicocco : Narratrice (court-métrage)
- 1964 : La Chasse à l'homme d'Édouard Molinaro, dialogues de Michel Audiard

#### Comme actrice
- 1950 : Le Miracle de Sainte Anne (The Unthinking Lobster) d'Orson Welles (court-métrage)
- 1951 : Sans laisser d'adresse de Jean-Paul Le Chanois : Catherine, une journaliste
- 1951 : Vedettes sans maquillage court-métrage de Jacques Guillon: Narratrice
- 1952 : Adorables créatures de Christian-Jaque : Françoise
- 1952 : Agence matrimoniale, de Jean-Paul Le Chanois (apparition)
- 1952 : La Chasse à l'homme de Pierre Kast : Narratrice (court-métrage)
- 1953 : Suivez cet homme de Georges Lampin : Alice Tissot
- 1953 : À nous deux, Paris de Pierre Kast : Narratrice (court-métrage)
- 1954 : Zoé de Charles Brabant : Madeleine Delay
- 1954 : Bonjour la chance (La ironía del dinero) de Guy Lefranc et Edgar Neville
- 1954 : L'Architecte maudit : Claude-Nicolas Ledoux de Pierre Kast : Narratrice (court-métrage)
- 1955 : French Cancan de Jean Renoir : Beatrix
- 1955 : Futures vedettes de Marcel Blistène : la femme du monde
- 1955 : La Rue des bouches peintes de Robert Vernay
- 1956 : Pitié pour les vamps de Jean Josipovici : Laure Fontaine
- 1956 : Gueule d'ange de Marcel Blistène :  Isabelle
- 1957 : Amour de poche de Pierre Kast : Anne-Lise
- 1958 : La Vie à deux de Clément Duhour
- 1967 : Le Désordre à vingt ans de Jacques Baratier : elle-même
- 1967 : Le Cinéma du diable, documentaire de Marcel L'Herbier
- 1986 : Nuit d'ivresse de Bernard Nauer : son propre rôle

## Théâtre
Elle a signé, au théâtre, l’adaptation en français de : 
- L’amour, vous connaissez de Bill Manhoff, mise en scène Raymond Gérôme, Théâtre des Ambassadeurs, 1965
- L’Obsédé de John Fowles, mise en scène Robert Hossein, Théâtre des Variétés, 1966
- Les Fantasticks de Tom Jones (en) et Harvey Schmidt (en), mise en scène Jacques Sereys, Théâtre La Bruyère, 1967
- Qui est cette femme ? de Norman Krasna, mise en scène Jacques Fabbri, Théâtre de la Porte-Saint-Martin, 1967

Elle a conçu et mis en images la captation pour la télévision du spectacle joué et mis en scène par Arnaud Denis, Autour de la folie, 2012.

## Publications
- Paris à nous deux, Amiot-Dumont, coll. « Toute la ville en parle », 1954[9]
- Les folies de l'amour, Carrère, 1987  (ISBN 2-86804-411-5)
- Ninon de l’Enclos, Robert Laffont, 1989  (ISBN 2-7242-4329-3)
- Péché mortel, Lattès, 1990  (ISBN 2-7096-0877-4)

## Documentaires
- 1954 : Maître Robida, prophète et explorateur du temps de Pierre Kast (scénario)
- 1954 : L'architecte maudit, de Pierre Kast (scénario et commentaire), sur l'architecte Claude-Nicolas Ledoux
- 1957 : Le Corbusier, l'architecte du bonheur, de Pierre Kast (commentaire et interview)
- 1979 : Woody Allen ou l'anhédoniste le plus drôle du monde (préparation et interview, réalisation Jacques Mény)

France Roche apparaît dans de nombreux documentaires sur le cinéma ou la télévision, dont :
- 2007 : Télé Confession, série documentaire sur 25 ans de 'confessions' à la télévision française
- 2010 : Le Cinéma de Boris Vian, d'Alexandre Hilaire et Yacine Badday
- 2010 : Elle s'appelait Simone Signoret de Christian Lamet et Nicolas Maupied, sur une idée originale d'Emmanuelle Guilcher.
- 2011 : Simone Signoret : de Simone Kaminker à Madame Signoret de Serge Khalfon (collection Un jour, un destin présentée par Laurent Delahousse).

## Distinctions
- Officier de l'ordre des Arts et des Lettres